# Zespół Szkół Samochodowych im. rotmistrza Witolda Pileckiego
Zespół Szkół Samochodowych im. rotmistrza Witolda Pileckiego w Radomiu – zespół szkół założony 14 października 1904 roku. W jego skład wchodzą: technikum na podbudowie gimnazjum i zasadnicza szkoła zawodowa na podbudowie gimnazjum. W dniu 13 maja 2013 roku nadano szkole imię rotmistrza Witolda Pileckiego.

## Historia szkoły
- 1904 r. – Miejska Szkoła Rzemieślnicza
- 1926 r. – Miejska Szkoła Rzemieślniczo-Przemysłowa im. Jana Kilińskiego
- 1940 r. – Trzyletnia Szkoła Rzemieślnicza Przemysłu Metalowego
- 1945 r. – Miejskie Gimnazjum Mechaniczne im. Jana Kilińskiego
- 1950 r. – Technikum Mechaniczne im. Jana Kilińskiego
- 1953 r. – Technikum Drogowe
- 1955 r. – Technikum Samochodowe
- 1976 r. – Zespół Szkół Samochodowych im. Gen. Jóźwiaka „Witolda”
- 1989 r. – Zespół Szkół Samochodowych
- 2004 r. – Uroczyste obchody 100 rocznicy „Samochodówki”
- 2005 r. – Zespół Szkół Samochodowych otrzymał tytuł „Szkoła z klasą”
- 2008 r. – Zespół Szkół Samochodowych uzyskał tytuł „Samochodowej Szkoły 2008 roku”
- 2013 r. – Zespół Szkół Samochodowych im. rtm Witolda Pileckiego
- 2014 r. - Uroczyste obchody 110 rocznicy „Samochodówki”

## Kierunki kształcenia
Technikum
- technik pojazdów samochodowych
- technik mechanik lotniczy

Zasadnicza Szkoła Zawodowa
- mechanik pojazdów samochodowych
- elektromechanik pojazdów samochodowych
- blacharz samochodowy
- lakiernik

## Dane teleadresowe
Zespół Szkół Samochodowych w Radomiu

ul. 25 Czerwca 66

26-600 Radom

tel. 048 48 362-31-86